# Pratt & Whitney Canada PW500
La serie Pratt & Whitney Canada PW500 è una famiglia di motori aeronautici turboventola prodotti dall'azienda canadese Pratt & Whitney Canada e destinati a velivoli civili.

## Storia del progetto
La Pratt & Whitney Canada iniziò la progettazione di un nuovo turboventola negli anni novanta. Il primo modello della famiglia PW500 venne certificato nel 1995, e il primo aeromobile in cui venne installato fu un Cessna Citation Bravo.
La serie dei PW500 è composta da vari modelli che hanno una gamma di spinta che va dai 2.900 ai 4.500 libbre di spinta. In molte versioni appartenenti a questa famiglia è installato un sistema automatico di controllo dei parametri e prestazioni del motore, detto FADEC.
L'EASA, l'agenzia europea per la sicurezza aerea, ha certificato per la prima volta un motore di questa famiglia nel 1995.

## Varianti
PW530A
Potenza massima 12842,02 N (2887 lbf).
PW535A
Potenza massima 15123,95 N (3400 lbf).
PW535B
Potenza massima 15123,95 N (3400 lbf).
PW535E
Potenza massima 14946,02 N (3360 lbf).
PW545A
Potenza massima 16921,04 N (3804 lbf).
PW545B
Potenza massima 17752,85 N (3991 lbf).
PW545C
Potenza massima 18322,22 N (4119 lbf).

## Velivoli utilizzatori
- Cessna Citation Bravo
- Cessna Citation V
- Cessna Citation Excel
- General Atomics Avenger
- Embraer Phenom 300